# Presbytère de l'église Notre-Dame-des-Marins
L'ancien presbytère de l'église Notre-Dame-des-Marins est située à Saint-Pierre (Saint-Pierre-et-Miquelon) sur l'Île aux Marins en France. L'immeuble a été classé au titre des monuments historiques en 2011.

## Historique
Le bâtiment est classé au titre des monuments historiques par arrêté de 2011.